# Speakers Bank
Speakers Bank velika je struktura koraljnog atola u sjeverozapadnom dijelu otočja Chagos. To je najsjevernije obilježje arhipelaga, smješteno na položaju 04°55′S 72°20′E / 4.917°S 72.333°E, 22 km sjeverozapadno od grebena Blenheim. Proteže se u smjeru SI-JZ dužinom 44 km, a širok je 24 km. Ukupna površina je 582 km2, od čega najveći dio čini ocean. Većina ruba grebena je između 5,5 i 14,5 metara ispod vode. Na jugu, u blizini jugozapadnog ruba, nalaze se vrhovi koralja na 05°04'S, 072°16'E, koji za vrijeme oseke vire 0.6 m iznad mora, a preko kojih se more jako lomi za vrijeme jugoistočnih pasata. Na sjeveroistoku, na 04°47'S, 072°26'E, nalazi se niz zaljeva koji se suše, od kojih najveći, greben Big Speaker, tek doseže oznaku plime. Površina kopna je zanemariva.
Speakers Bank pregledao je 1856. britanski kapetan J. Speaker na brodu HMS Wallerup. Tu se nalazi mnogo olupina, također iz prošlih vremena.

## Vanjske poveznice
- Indian Ocean Pilot
- Geochronology of Basement Rocks from the Mascarene Plateau, the Chagos Bank and the Maldives Ridge